# ピスカタキス郡 (メイン州)
ピスカタキス郡（英: Piscataquis County）は、アメリカ合衆国メイン州の中央部に位置する郡である。2010年国勢調査での人口は17,535人であり、2000年の17,235 人から1.7%増加した。郡庁所在地はドーバー・フォックスクロフト町（人口4,213人）であり、同郡で人口最大の町でもある。陸地面積ではミシシッピ川以東で最大級の郡である。フレデリック・ジャクソン・ターナーによる「フロンティア郡」、すなわち1平方マイル当たりの人口が6人未満に該当する。この様な郡はアメリカ合衆国北東部で、ニューヨーク州ハミルトン郡とこのピスカタキス郡の2つだけである。広大な原生地であるバクスター州立公園が郡内にある。

## 歴史
ピスカタキス郡は1838年3月23日に、隣接するペノブスコット郡とサマセット郡の一部を併せて設立された。メイン州の地理的重心にある。当初は北のカナダ国境まで伸びていたが、1844年に北部がアルーストック郡に併合された。
ピスカタキスという郡名は、アベナキ族インディアンの言葉で「川の支流」または「川の分かれ目」を意味する。

## 地理

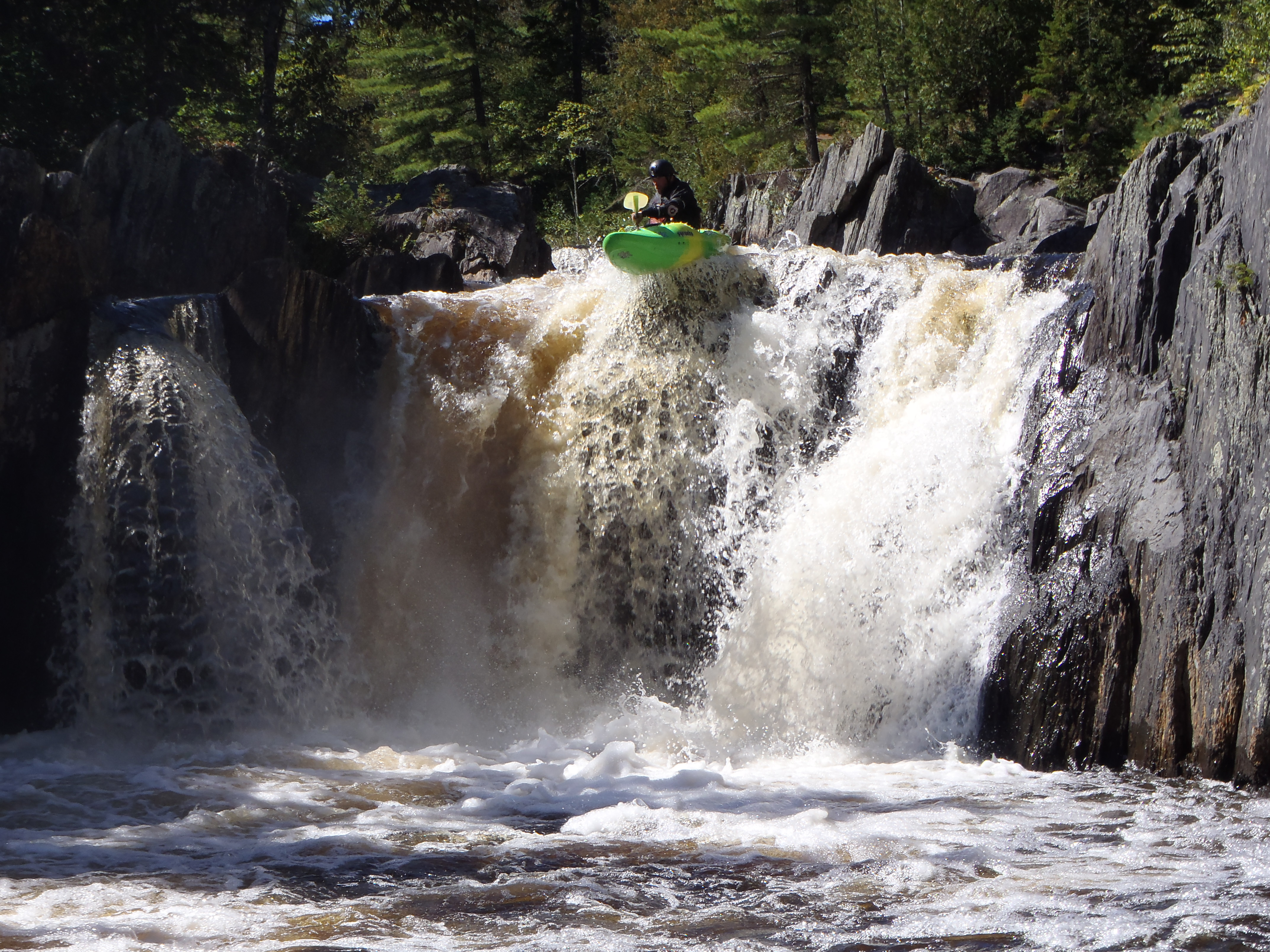
ライアノンビリングス滝

アメリカ合衆国国勢調査局に拠れば、郡域全面積は4377.36平方マイル (11,337.3 km2)であり、このうち陸地3966.22平方マイル (10,272.5 km2)、水域は411.14平方マイル (1,064.8 km2)で水域率は9.39%である。郡内最大の湖はムースヘッド湖であり、広さは120平方マイル (310 km2) ある。最高地点はメイン州の最高地点でもあるカターディン山であり、標高は 5,271 フィート (1,606 m) である。州の地理重心がドーバー・フォックスクロフト町のグリーリー・ランディングにある。

### 隣接する郡
- アルーストック郡 - 北
- ペノブスコット郡 - 南東
- サマセット郡 - 西

## 人口動態
以下は2000年国勢調査による人口統計データである。
| 基礎データ - 人口: 17,235 人 - 世帯数: 7,278 世帯 - 家族数: 4,854 家族 - 人口密度: 2人/km2（4人/mi2） - 住居数: 13,783 軒 - 住居密度: 1軒/km2（4軒/mi2） 人種別人口構成 - 白人: 97.84% - アフリカン・アメリカン: 0.21% - ネイティブ・アメリカン: 0.52% - アジア人: 0.27% - 太平洋諸島系: 0.02% - その他の人種: 0.14% - 混血: 1.00% - ヒスパニック・ラテン系: 0.52% 先祖による構成 - イギリス系：23.6% - フランス系：16.4% - アメリカ人：15.3% - アイルランド系：11.5% 言語による構成 - 英語：96.9% - フランス語：2.0% | 年齢別人口構成 - 18歳未満: 23.4% - 18-24歳: 5.7% - 25-44歳: 26.0% - 45-64歳: 27.5% - 65歳以上: 17.4% - 年齢の中央値: 42歳 - 性比（女性100人あたり男性の人口） - 総人口: 96.4 - 18歳以上: 95.2 世帯と家族（対世帯数） - 18歳未満の子供がいる: 28.6% - 結婚・同居している夫婦: 54.1% - 未婚・離婚・死別女性が世帯主: 8.4% - 非家族世帯: 33.3% - 単身世帯: 27.8% - 65歳以上の老人1人暮らし: 14.0% - 平均構成人数 - 世帯: 2.34人 - 家族: 2.83人 収入と家計 - 収入の中央値 - 世帯: 28,250米ドル - 家族: 34,852米ドル - 性別 - 男性: 28,149米ドル - 女性: 20,241米ドル - 人口1人あたり収入: 14,374米ドル - 貧困線以下 - 対人口: 14.8% - 対家族数: 11.2% - 18歳未満: 17.8% - 65歳以上: 13.9% |

### 宗教
ピスカタキス郡は国内でも宗教を信じる人の比率が少ない郡である。定期的に礼拝に出席する人あるいは宗派の会員であると主張する人は、人口の20.5%に過ぎず、全米3,148郡の中で、第3,085位である。
メイン州では16郡のうち第10位である。州全体でも信仰者の比率は27%であり、国内では最も低い。

## 郡政府と政治
ピスカタキス郡は3人の委員による郡政委員会によって管理されており、委員は3つの選挙区の代表である。任期は4年間であり、11月に行われる選挙の結果を受けて、翌年1月1日から任期が始まる。委員会は通常、毎月第1と第3火曜日に、ドーバー・フォックスクロフト町の郡庁舎で開催される。午前8時半に始まり、その日の議題が終わるまで続く。
地区
第1地区には、アボット、ビーバー、グリーンビル、ギルフォード、キングスベリー、モンソン、パークマン、シャーリー、ウェリントンの町が含まれ、他に未編入のブランチャード、エリオッツビル、ノースウェストピスカタキスがある。
第2地区には、ドーバー・フォックスクロフト、サンガーービル、ウィリマンティックの町が入っている。
第3地区には、アトキンソン、ボウワーバンク、ブラウンビル、レイクビュー・プランテーション、メドフォード、ミロ、セベックの町が含まれる。
他に未編入のバーナード、エビーム、カターディン・アイアンワークス、オーンビル、ウィリアムズバーグ、ノースイースト・ピスカタキスがある。

### 有権者登録
| 共和党                 | 4,385  | 35.22% |
| 無党派                 | 4,310  | 34.61% |
| 民主党                 | 3,316  | 26.63% |
| 緑の独立党             | 438    | 3.52%  |
| アメリカンズ・エレクト | 3      | .02%   |
| 合計                   | 12,452 | 100%   |

### 選挙

#### 郡政委員
2012年に行われた第2地区郡政委員の選挙で、共和党候補のジェイムズ・アニスが総投票数の52%を得た。民主党候補のスーザン・マッキー・アンドリューズは48%だった。第3地区では、共和党現職のフレデリック・トラスクが50.2%、1,282票、民主党候補のドナルド・クロスマンが49.8%、1,271票となり、その差は11票だった。数え直しが行われた後に確認された。

#### 州知事
2010年メイン州知事選挙では、共和党候補のポール・レページが48.4%を得て第1位になった。この選挙には3人の無所属候補が出馬しており、エリオット・カトラーが第2位の36.5%だった。民主党候補のリビー・ミッチェルは10.9%の第3位だった。レページが州知事に当選した。
2006年の州知事選挙では、共和党候補のチャンドラー・ウッドコックが37.7%で第1位、民主党現職のジョン・バルダッチが34.5%で第2位、無所属のバーバラ・メリルの19.7%、緑の党のパット・ラマーシュの7.4%と続いた。結果はバルダッチが再選された。
2002年の州知事選挙では、民主党候補のバルダッチが50.4%と過半数を獲得した。共和党候補のピーター・シアンシェットは42.9%、緑の党のジョナサン・カーターが5.1%だった。バルダッチが当選した。
1998年州知事選挙では、無所属のアンガス・キングが50.2%と過半数を取った。共和党候補のジェイムズ・ロングリー・ジュニアは26.6%、民主党候補のトム・コノリーが10.7%であり、残り12.5%を他の候補が分け合った。キングスが当選した。

#### アメリカ合衆国下院議員
アメリカ合衆国下院議員の選挙では、ピスカタキス郡の全体がメイン州第2選挙区に入っており、広さではメイン州の80%を占め、ミシシッピ川以東では最大である。
2012年の選挙では、民主党現職のマイケル・ミショードが53%を獲得した。共和党候補のケビン・レイは47%だった。ミショードが再選された。

#### アメリカ合衆国上院議員
2012年アメリカ合衆国上院議員選挙では、無所属で前知事のアンガス・キングが45.7%を獲得した。共和党候補のチャールズ・サマーズは40.1%、民主党候補のシンシア・ディルは10.4%だった。キングが当選した。

#### アメリカ合衆国大統領
2012年では、共和党候補のミット・ロムニーが50.6%と過半数を獲得した。民主党現職のバラク・オバマは46.3%だった。リバタリアン党や緑の党の候補は1%台だった。オバマが再選された。
2008年では、メイン州で唯一共和党候補を支持した郡となった。ニューイングランド全域でもジョン・マケインを支持したのは5郡に過ぎなかった。マケインはピスカタキス郡を3.8%差で制したが、州全体では17.3%差でオバマが制した。
2004年では、共和党現職のジョージ・W・ブッシュを支持した州内2郡の1つとなった。ブッシュは9%差でピスカタキス郡を制したが、州全体は民主党候補のジョン・ケリーが9%差で制した。
2000年では、ブッシュが11.9%差で郡を制したが、州全体では民主党候補のアル・ゴアが5.1%差で制した。
1996年では、民主党現職のビル・クリントンが48.7%を得て第1位となり、1968年以来の民主党勝利となった。
1992年では、無所属のロス・ペローが36.8%を得て第1位となり、州内ではペローが勝った3郡の1つとなった。

## 都市と町
- ドーバー・フォックスクロフト - 郡庁所在地
- アボット町
- アトキンソン町
- ビーバーコーブ町
- バウワーバンク町
- ブラウンビル町
- グリーンビル町
- ギルフォード町
- キングスベリー・プランテーション
- レイクビュー・プランテーション
- メドフォード町
- ミロ町
- モンソン町
- パークマン町
- サンガービル町
- セベック町
- シャーリー町
- ウェリントン町
- ウィリマンティック町

### 未編入の町
- ブランチャード
- サウスウェストピスカタキス
- ノースイーストピスカタキス
- ノースウェストピスカタキス

## 著名な出身者
- ベレニス・アボット、写真家
- ハイラム・マキシム、発明家